# 伊東滿所
伊東滿所（日语：／ Itō Mansho */?，1570年—1612年11月13日），是日本安土桃山時代至江戶時代的一名吉利支丹，耶穌會會士，司鐸，天正遣歐少年使節的正使。本名伊東祐益（日语：／ Itō Sukemasu），「滿所」（満所）是其教名「曼西奧」（日语：マンショ，Mancio）的日語漢字音譯。

## 生平

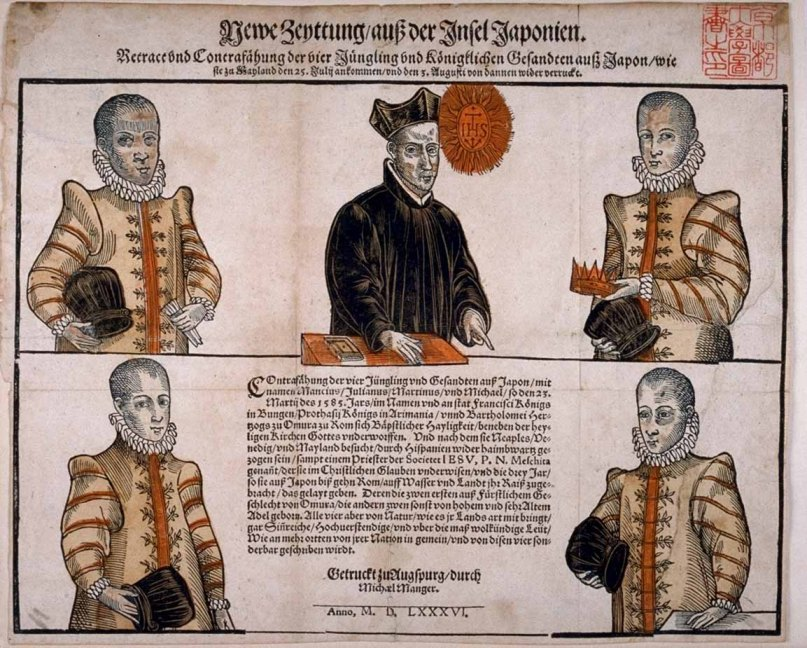
天正遣歐少年使節，右上方是伊東滿所

生於元龜元年（1570年），父親是伊東祐青，母親是伊東義祐之女町上，大友宗麟是其遠房親戚（其外甥女的丈夫的外甥）。天正8年（1580年），他在臼杵受洗，教名滿所（Mancio，曼西奧），其後他入讀位於有馬的小神學校，學習拉丁語、音樂和日本文學。天正10年1月（1582年2月），耶穌會傳教士范禮安在離開長崎之前，策劃讓日本的青年以吉利支丹大名的使節的身份派遣至歐洲。此舉是為了讓日本人見識一下基督教在當地的實力，在他們回到日本後亦可以通過讓他們傳達過程經驗來達到傳教的效果。另外，向教宗以及其他皇室貴族介紹日本人，也有助於拓展在日本的傳教工作。由於事出突然，人選集中在有馬小神學校的學生裡，滿所便是作為大友宗麟的代表，以正使身分出使歐洲。最初，原本屬意由宗麟的外甥女之子伊東祐勝擔任代表，可是由於當時祐勝在近江國安土（現滋賀縣近江八幡市安土町）的神學校而作罷。而且，與有馬晴信、大村純忠的情況不同時，宗麟是事後才獲告知此事。
翌年3月9日，滿所一行人抵達葡屬澳門，同年9月抵達葡屬印度果阿邦，范禮安在10月接獲耶穌會總會長克勞迪奧·阿奎維瓦通知，要求其留在印度，改由依納爵·羅耀拉與其同行，另一位懂日語的葡萄牙神父狄奧戈·德·梅斯基塔（又譯美斯基泰、麥斯吉達，Diogo de Mesquita）亦隨行負責指導滿所等人。期間，由於出航問題和天氣因素等等，滿所等代表利用在兩地滯留的時間，去學習各種歐洲的人文地理以及天文和航海的知識。天正11年11月7日（1583年12月20日）左右，滿所一行人從果阿往葡萄牙出發，翌年5月經過南非好望角，同年8月抵達里斯本，並且起程前往馬德里參見了西班牙國王菲利普二世，其後滿所等人又拜會了當時的教宗額我略十三世，同樣都獲得盛情招待。在出席了思道五世的加冕儀式，其中滿所更獲授予羅馬公民的資格，以及走訪意大利北部數個城市後，滿所等人在天正14年2月24日（1586年4月12日）從里斯本啟程離開歐洲，並且於翌年5月抵達印度。不久後，滿所等人得知織田信長、大友宗麟和大村純忠去世的消息，並且遇上豐臣秀吉發佈的伴天連追放令，加上海上天氣問題，使得返回日本的過程困難重重，最終在天正18年6月20日（1590年7月21日），滿所等人才回到長崎，這與他們啟程往歐洲的時候相比，已經過了8年有多。受制於伴天連追放令，滿所等人在翌年3月以印度總督使節的身分在聚樂第參見了豐臣秀吉。

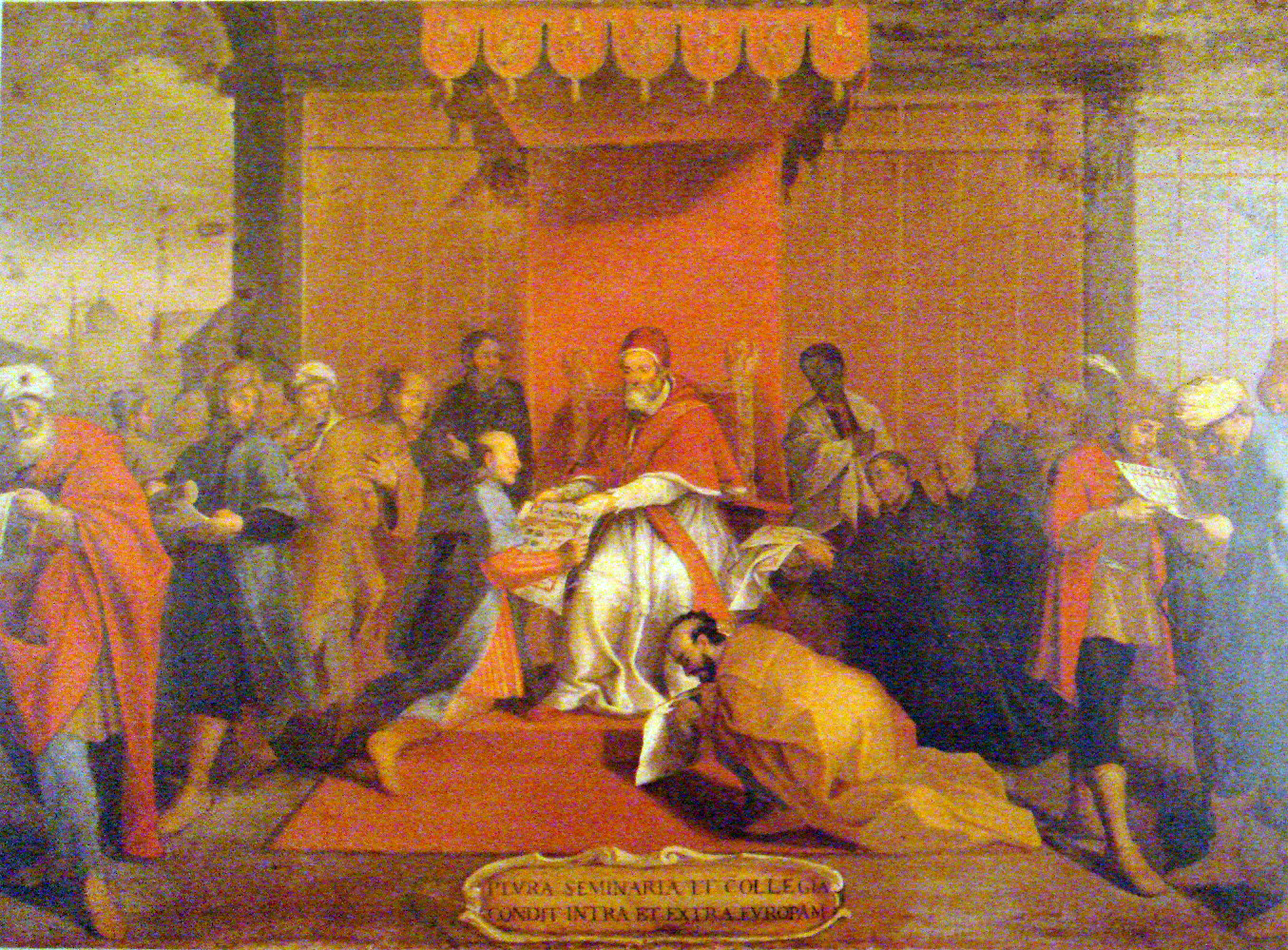
滿所與教宗額我略十三世會面的情況

其後，滿所在天草正式加入耶穌會，並且在澳門修讀神學達3年之久。慶長11年（1606年），他成為副助祭，翌年升任助祭，慶長13年（1608年）叙階為司鐸。其後，他前往小倉赴任，並且在萩、山口和飫肥等地展開了傳教的工作。慶長17年10月21日（1612年11月13日），他病死於長崎，享年43歲。
2014年，丁托列托之子多梅尼科·丁托列托所畫的滿所肖像畫在意大利被發現，並且在2016年5月17日至7月10日於東京國立博物館展出。2017年11月6日，駐日本意大利大使喬治·斯塔拉切在前往了西都市，並且在都於郡城內滿所的慰靈碑前獻花，稱道其是兩國交流的象徵。2018年，以天正遣歐少年使節為題材的電視劇《MAGI-天正遣歐少年使節-》在亞馬遜影片啟播，由野村周平餘演滿所。滿所的出生地宮崎縣西都市每年都會在2月20日啟航紀念日前後舉行紀念活動，2019年時也曾經出版以其為主角的漫畫。